# Пшибишув (Свентокшиське воєводство)
Пшибишув (пол. Przybyszów) — село в Польщі, у гміні Москожев Влощовського повіту Свентокшиського воєводства.
Населення — 138 осіб (2011).
У 1975-1998 роках село належало до Ченстоховського воєводства.

## Демографія
Демографічна структура на день 31 березня 2011 року:
|          | Загалом | Допрацездатний вік | Працездатний вік | Постпрацездатний вік |
| -------- | ------- | ------------------ | ---------------- | -------------------- |
| Чоловіки | 68      | 11                 | 45               | 12                   |
| Жінки    | 70      | 15                 | 32               | 23                   |
| Разом    | 138     | 26                 | 77               | 35                   |